# Canarium rotundifolium
Canarium rotundifolium är en tvåhjärtbladig växtart som beskrevs av André Guillaumin. Canarium rotundifolium ingår i släktet Canarium och familjen Burseraceae. Inga underarter finns listade i Catalogue of Life.